# Бои за Дуррес (1939)
Бои́ за Ду́ррес происходили 7 апреля 1939 года между итальянскими и албанскими войсками во время итальянского вторжения в Албанию.

## Силы сторон

### Италия
7 апреля 1939 года итальянский диктатор Бенито Муссолини направил 22 000 солдат под командованием генерала Альфредо Гуццони для вторжения в Албанию. Основные силы, которым было поручено захватить албанскую столицу Тирану, должны были высадиться в Дурресе; они состояли из двух батальонов 3-го полка «Гранатьери ди Сардиния», одного батальона 47-го пехотного полка, пяти берсальерских батальонов (два из 2-го берсальерского полка и по одному из 3-го, 7-го и 11-го берсальерских полков), двух батальонов танкеток L3/35, одной батареи 65/17 мм и одной зенитной батареи 20/65 под командованием генерала Джованни Мессе. Отряд численностью около 4700 человек перевозился на десяти транспортных судах (реквизированные купцы «Адриатико», «Арджентарио», «Барлетта», «Палатино», «Тоскана» и «Вальсавойя», ремонтное судно «Кварнаро», гидросамолетоносец «Джузеппе Миралья», использовавшийся в данном случае для перевозки танкеток «Адидже» и «Тирсо», которые могли действовать и в качестве десантных кораблей), а высадку поддерживали военно-морские силы под командованием адмирала Этторе Спортьелло в составе тяжёлых крейсеров «Зара», «Пола», «Фиуме» и «Гориция», эсминцев «Альфьери», «Ориани», «Джоберти» и «Кардуччи», а также миноносцев «Лупо», «Линце», «Либра» и «Лира».

### Албания
В состав албанских защитников входили один батальон пограничной охраны, один батальон албанской армии, взвод морской пехоты Албанского королевского флота и инженерная рота, горная батарея с двумя 75/13-мм орудиями (всего, по данным албанских войск, 360 солдат и 140 морских пехотинцев), а также многочисленные добровольцы, вооружённых только стрелковым оружием. Защитников возглавляли командир жандармерии Дурреса майор Абаз Купи и майор Алибали из албанской армии. Береговая батарея «Прандай» под командованием майора Гаке Хорго, вооружённая четырьмя 75/27-мм пушками «Шкода», поддерживала обороняющихся, основное вооружение которых в остальном состояло из винтовок и трёх пулемётов Шварцлозе. Четыре патрульных катера, входивших в состав Королевского военно-морского флота Албании, были вооружены в основном одной 76-мм пушкой каждый, когда они были введены в строй в 1926 году. Однако во время итальянского вторжения их вооружение было сокращено до одного устаревшего пулемёта, поскольку их основные орудия были высажены на близлежащем холме с видом на Дуррес для формирования береговой батареи.

## Ход боевых действий
Итальянские военные корабли прибыли в Дуррес во второй половине дня 6 апреля, тогда как десантные транспорты прибыли в 4:50 утра 7 апреля с 30-минутной задержкой из-за тумана. Перед нападением на берег был отправлен катер с двадцатью итальянскими офицерами, но албанцы отказались пропустить их. Последовала перестрелка, и таким образом завязался бой; высадка итальянских войск началась в 5:25. Итальянские морские пехотинцы и войска высадились и двинулись плотным строем, не ожидая никакого сопротивления, поскольку город был освещён и, казалось, не было никаких признаков реакции. Однако, когда войска высадились на пирсах, они были встречены шквалом винтовочного и пулемётного огня защитников, заждавшихся среди близлежащих портовых зданий, что привело к многочисленным жертвам.
Вскоре после этого была осуществлена вторая итальянская высадка с большим количеством войск. Однако албанские защитники заняли позиции ближе к бетонному волнолому гавани и дождались, пока все итальянцы высадятся на берег, прежде чем снова открыть пулеметный огонь.
Третья высадка оказалась успешной при поддержке артиллерийского огня итальянских военных кораблей; в целом бои продолжались несколько часов, в том числе в некоторых случаях рукопашные, и в конце концов албанские защитники начали отступать. К 09:00 утра весь Дуррес оказался в руках итальянцев после того, как итальянцы высадили множество небольших танков и броневиков с одного из своих военных кораблей. Албанская береговая батарея также действовала во время боя, обстреливая итальянские позиции. В последний час боя сержант морской пехоты Муйо Улькинаку, один из трёх албанских пулемётчиков, был убит снарядом итальянского военного корабля.

## Последствия
Итальянцы потеряли 25 человек убитыми и 97 ранеными (хотя албанская сторона утверждает, что потери итальянцев были выше [по некоторым данным, до 400 человек]), но убили 51 албанца и захватили четыре патрульных катера и береговую батарею Албанского королевского флота.
Бои в Дурресе вызвали самое сильное сопротивление, с которым столкнулся какой-либо итальянский десант в Албании. Из Дурреса итальянские войска двинулись в сторону Тираны, которая была захвачена на следующий день.